# Barry Foster
Barry Foster (Beeston, 21 augustus 1927 - Guildford, 11 februari 2002) was een Brits acteur.
Foster werd vooral bekend als commissaris Piet van der Valk uit de televisieserie Van der Valk. Hij speelde onder meer ook schurk Robert Rusk in de Alfred Hitchcock-film Frenzy.
Foster overleed aan een hartaanval. Sinds 1955 was hij getrouwd met Judith Shergold. Zijn beide dochters, Miranda en Joanna, zijn actrices. Ook heeft hij nog een zoon, Jason.

## Filmografie
- The Baby and the Battleship (1956) - Kleine rol (Niet op aftiteling)
- Douglas Fairbanks, Jr., Presents Televisieserie - Rol onbekend (Afl., Homecoming, 1956)
- The Battle of the River Plate (1956) - Bill Roper, Capt. Bell's messenger, HMS Exeter (Niet op aftiteling)
- Yangtse Incident: The Story of H.M.S. Amethyst (1957) - PO McCarthy RN
- High Flight (1957) - Wilcox
- Thunder in the West Televisieserie - Andrew Drummond (1957)
- Dunkirk (1958) - Don R
- Sea Fury (1958) - Vincent
- Sea of Sand (1958) - Korporaal Matheson
- The Infamous John Friend (Miniserie, 1959) - William North
- Yesterday's Enemy (1959) - Rol onbekend
- Skyport Televisieserie - Rol onbekend (1959-1960)
- Surprise Package (1960) - US Marshal
- Sir Francis Drake Televisieserie - Tom Brewster (Afl., The Lost Colony of Virginia, 1961)
- Maigret Televisieserie - Rol onbekend (Afl., A Crime for Christmas, 1961)
- Playback (1962) - Dave Hollis
- Suspense Televisieserie - Rusty Green (Afl., Last Race, Ginger Gentleman, 1963)
- Espionage Televisieserie - Gerry Paynter (Afl., The Gentle Spies, 1963)
- King & Country (1964) - Lt. Webb
- The Indian Tales of Rudyard Kipling Televisieserie - Richard Tarnon (Afl., Consequences, 1964)
- The Wednesday Play Televisieserie - Bellamy (Afl., The Interior Decorator, 1965)
- The Wednesday Play Televisieserie - Squadron-Leader Phil Osborne (Afl., Campaign for One, 1965)
- The Wednesday Play Televisieserie - Dan Sankey (Afl., Dan, Dan, the Charity Man, 1965)
- The Troubleshooters Televisieserie - Robert Driscoll (10 afl., 1965)
- The Family Way (1966) - Joe Thompson
- Robbery (1967) - Frank
- Inspector Clouseau (1968) - Addison Steele
- European Eye (Televisiefilm, 1968) - Inspector Sheppard
- Twisted Nerve (1968) - Gerry Henderson
- The Guru (1969) - Chris
- Battle of Britain (1969) - Squadron Leader Edwards
- Ryan's Daughter (1970) - Tim O'Leary
- Doomwatch Televisieserie - Dr. Carson (Afl., The Iron Doctor, 1971)
- Public Eye Televisieserie - Gerry Stuart (Afl., A Mug Named Frank, 1971)
- Frenzy (1972) - Robert Rusk
- Divorce His - Divorce Hers (Televisiefilm, 1973) - Donald Trenton
- Fall of Eagles (Miniserie, 1974) - Willy (Kaiser Wilhelm II)
- A Quiet Day in Belfast (1974) - John Slattery
- Der letzte Schrei (1975) - Edward
- Under Western Eyes (Televisiefilm, 1975) - Rol onbekend
- BBC2 Playhouse Televisieserie - Rol onbekend (Afl., Practical Experience, 1976)
- Orde Wingate Televisieserie - Orde Wingate (1976)
- Sweeney! (1977) - Elliott McQueen
- The Three Hostages (Televisiefilm, 1977) - Sir Richard Hannay
- The Wild Geese (1978) - Thomas Balfour
- A Family Affair (Miniserie, 1979) - Richard Barnes
- Danger on Dartmoor (1980) - Green
- Maybury Televisieserie - David (Afl. onbekend, 1981)
- BBC2 Playhouse Televisieserie - Rol onbekend (Afl., Random Moments in a May Garden, 1981)
- How Many Miles to Babylon? (Televisiefilm, 1982) - Majoor Glendinning
- A Woman Called Golda (Televisiefilm, 1982) - Wingate
- Smiley's People (Miniserie, 1982) - Saul Enderby
- Heart and Dust (1983) - Majoor Minnies, the Political Agent (At the Palace in Khatm)
- Death of an Expert Witness (Miniserie, 1983) - Dr. Maxim Howarth
- To Catch a King (Televisiefilm, 1984) - Max Winter
- Bergerac Televisieserie - Howard Bailey (Afl., The Last Interview, 1985)
- Hotel du Lac (Televisiefilm, 1986) - David Simmonds
- The Whistle Blower (1986) - Charles Greig
- Beyond the Next Mountain (1987) - Rol onbekend
- After Pilkington (Televisiefilm, 1987) - Derek
- Succubus (Televisiefilm, 1987) - Mike
- Three Kinds of Heat (1987) - Norris
- Maurice (1987) - Dean Cornwallis
- The Killing Game (1988) - Jack
- King of the Wind (1989) - Mr. Williams
- Inspector Morse Televisieserie - Sir Alexander Reece (Afl., The Last Enemy, 1989)
- Roxanne: The Prize Pulitzer (Televisiefilm, 1989) - Alan Walker
- The Free Frenchman (1989) - Majoor Trent
- Van der Valk Televisieserie - Commissaris Piet van der Valk (32 afl., 1972-1992)
- Party Time (Televisiefilm, 1992) - Gavin
- The Wind in the Willows (Televisiefilm, 1995) - Boatman
- Rancid Aluminium (2000) - Dokter

- Bibsys: 98030489
- Biblioteca Nacional de España: XX1378625
- Bibliothèque nationale de France: cb14056675r (data)
- Gemeinsame Normdatei: 140720685
- International Standard Name Identifier: 0000 0000 8099 2011
- Library of Congress Control Number: no2002023297
- MusicBrainz: 40f5a64f-070d-4384-a6bc-43d0a9160d36
- Nationale Bibliotheek van Tsjechië: xx0155490
- Système universitaire de documentation: 06028885X
- Virtual International Authority File: 19884195
- WorldCat: E39PBJhmMw3MQjbyBG6WMtRVG3